# Брандан, Силвиану
Франси́ску Силвиа́ну ди Алме́йда Бранда́н (порт. Francisco Silviano de Almeida Brandão; 7 марта 1848, Силвианополис, Минас-Жерайс, Бразильская империя — 25 сентября 1902, Белу-Оризонти, Бразилия) — бразильский врач и политический деятель.

## Биография
Силвиану Брандан родился в городе Сантана-ду-Сапукаи, который сейчас носит его имя — Силвианополис. Учился в епископальной семинарии в городе Сан-Паулу, высшее медицинское образование получил в Рио-де-Жанейро в 1875 году.
Брандан долгое время работал депутатом, а в 1898—1902 годах занимал пост губернатора штата Минас-Жерайс.
В 1902 году Брандан был избран вице-президентом Бразилии и должен был официально вступить в должность 15 ноября. Но за два месяца до инаугурации, 25 сентября, Брандан скоропостижно скончался.
Похоронен Брандан на кладбище Бонфин в Белу-Оризонти.